# Майорский национальный наслег
Майорский национальный наслег — сельское поселение Абыйского улуса Якутии. Центр и единственный населённый пункт — село Куберганя.

## География
Майорский национальный наслег граничит с другими районам и сельскими поселениями района:
- Мугурдахский наслег,
- Абыйский наслег,
- Уолбутский наслег,
- Момский улус[1].

Рельеф наслега отличается разнообразием: встречается тундровая плоскость, горные массивы, равнины с лиственной древесиной. Климат резко континентальный. Центр наслега, село Куберганя, расположен за Северным полярным кругом, в 170 км к юго-западу от посёлка Белая Гора (центра Абыйского улуса). По территории наслега протекает судоходная река Индигирка.

## История
Наслег образован в 1948 году. Ранее назывался Крест-Майорский. Указом Указом Верховного Совета Якутской АССР от 25 декабря 1991 года № 751-XII преобразован в национальный наслег.
Муниципальное образование установлено законом Республики Саха от 30 ноября 2004 года.
Устав сельского поселения был принят 20 сентября 2010 года.

## Население
По состоянию на 1 января 2010 года в наслеге постоянно проживало 585 человек, из которых 308 мужчин и 277 женщин. Численность детей в возрасте до 16 лет — 145 человек, пенсионеров — 82 человека.

## Органы местного самоуправления
Структуру органов местного самоуправления Майорского национального наслега составляют:
- наслежный Совет — представительный орган сельского поселения;
- глава наслега — высшее должностное лицо сельского поселения;
- наслежная администрация — исполнительно-распорядительный орган сельского поселения.

Наслежный Совет состоит из депутатов, избираемых на муниципальных выборах на основе всеобщего равного и прямого избирательного права при тайном голосовании на основе мажоритарной избирательной системы относительного большинства сроком на 5 лет. Наслежный Совет сельского поселения состоит из 11 депутатов.

## Экономика и культура
Основу экономики наслега составляет сельское хозяйство. Главные отрасли — оленеводство, пушной промысел и рыболовство.
В наслеге имеются сельский клуб (при клубе действует эвенский народный фольклорный ансамбль «Нонгдан», детский танцевальный ансамбль «Нольтонко», молодёжная организация «Аркук»), средняя общеобразовательная школа, детский сад, участковая больница, почта.
Единственным предприятием телефонной связи является филиал ОАО «Сахателеком».

## Транспорт
Имеется авиаплощадка. В зимний период автозимник соединяет со всеми населёнными пунктами улуса. В период весенней и осенней распутицы население пользуется услугами воздушного транспорта.